# St. Jakobus (Sögel)

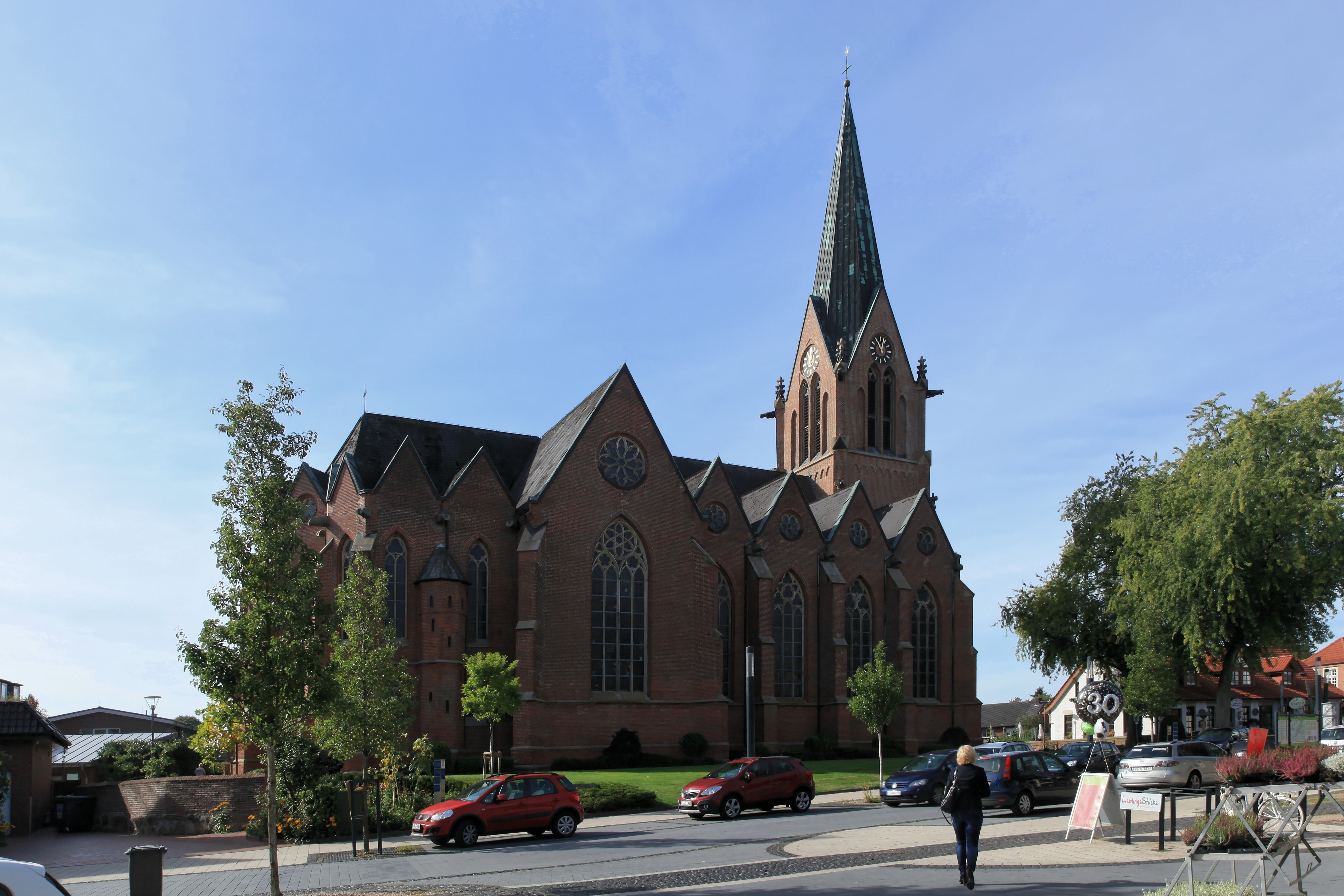
Sögel, St. Jakobus

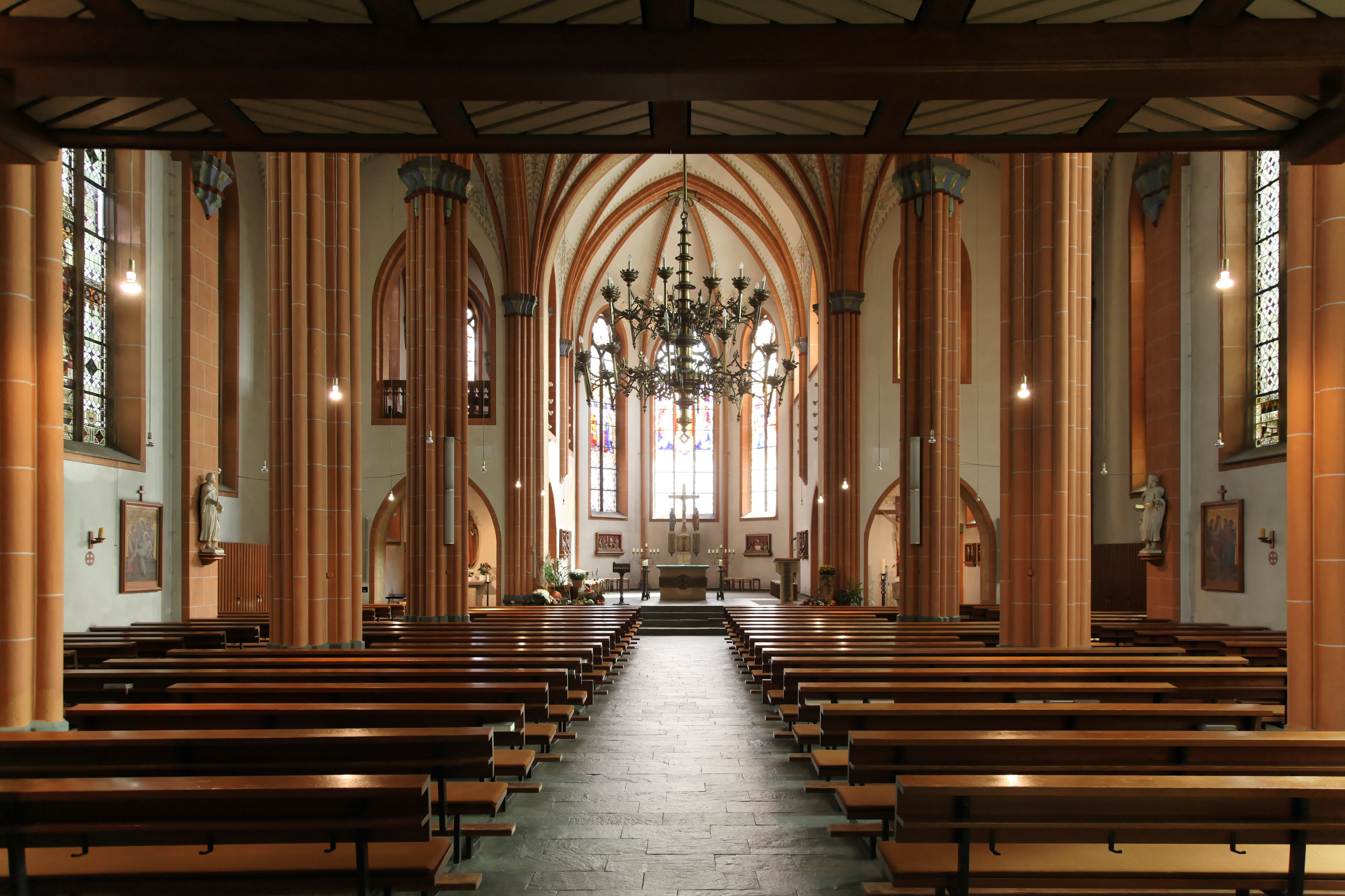
Blick zum Chor

Die römisch-katholische Pfarrkirche St. Jakobus steht in Sögel, einer Gemeinde im Landkreis Emsland von Niedersachsen. Sie gehört zum Bistum Osnabrück.

## Beschreibung
Die neugotische Hallenkirche mit polygonalem Chor, Querschiff und eingebautem Kirchturm im Westen wurde 1867 bis 1871 nach einem Entwurf von Johann Bernhard Hensen erbaut. Das Langhaus mit vier Jochen und der gesamte Chor wurden quer mit Satteldächern bedeckt, das Querschiff ebenfalls mit einem Satteldach. Der Turm war ursprünglich höher, 1868 stürzte er ein. Bereits 1871 wurde er in niedrigerer Form wiederaufgebaut. In seinem obersten Geschoss befindet sich hinter den Klangarkaden der Glockenstuhl, in dem fünf Kirchenglocken hängen. Drei Glocken bilden das große Geläut, dazu kommen zwei Zimbeln. Die älteste Glocke wurde um 1280 gegossen. Sie bildet mit einer Glocke von 1996 das Zimbelgeläut. Das große Geläut besteht aus zwei Glocken, die 1516 gegossen wurden. Zwei Jahre später folgte eine weitere Glocke.
Die Verglasung der Maßwerkfenster im Langhaus und im Querschiff wurde von 1912 bis 1914 von der Werkstatt für Glasmalerei Hein Derix ausgeführt. Das Taufbecken auf vier Löwenfüßen stammt vom Anfang des 13. Jahrhunderts, die Statuen von Petrus und Paulus, sie kommen aus der Werkstatt des Thomas Simon Jöllemann, stammen vom Anfang des 18. Jahrhunderts. Die Pietà ist um 1700 entstanden.
Die Orgel mit 33 Registern, davon neun im Hauptwerk, acht im Positiv, acht im Schwellwerk  und acht im Pedal, wurde 1962 von der Orgelbau Kreienbrink errichtet und 1988 von ihr umgebaut.